# Braulio Nóbrega Rodríguez
Braulio Nóbrega Rodríguez (Isla de Rosario (Fuerteventura), 18 september 1985) is een gewezen Spaans profvoetballer. Hij komt sinds het seizoen 2008/09 uit voor Real Zaragoza. In het verleden kwam hij uit voor Spanje onder 20 jaar.

## Clubvoetbal
Braulio komt in 2000 terecht bij Atlético Madrid waar hij vervolgens de gehele jeugdopleiding volgt om op 2 oktober 2004 te debuteren op het hoogste niveau in de verloren wedstrijd tegen Real Sociedad. In totaal komt hij 10 wedstrijden te spelen, waarvan 9 als invaller. Hij weet geen enkele keer te scoren.
Het seizoen 2005-2006 bevindt de speler zich op Mallorca als huurling bij RCD Mallorca. Voor deze club komt hij tweemaal uit, daarvoor speelde hij nog één wedstrijd voor Atlético Madrid.
In het seizoen 2006-2007 komt de speler met meer succes uit voor UD Salamanca als huurling. Als vaste basisspeler staat hij boven in de lijst met topscorers.
Een jaar later wordt de speler uitgeleend aan Getafe CF maar hij weet niet door te breken.
Daardoor besluit hij om in de tweede klasse te gaan spelen voor Real Zaragoza waarmee hij promoveert. In de Primera División kon hij echter niet rekenen op een basisplaats en hij wordt daardoor vanaf januari 2010 uitgeleend aan tweedeklasser Recreativo Huelva.  In het seizoen 2010-2011 keerde hij terug naar Real Zaragoza, waar hij deze keer wel kon doorbreken in de Primera División.  Hij werd behouden voor het seizoen 2011/2012 maar in oktober 2011 kwam er een einde aan de samenwerking nadat de speler beticht werd van een seksueel vergrijp.
Hij had het zeer moeilijk om een nieuwe ploeg te vinden, maar er kwam een einde aan zijn lijdensweg nadat hij op 27 januari 2012 een contract van zes maanden tekende bij FC Cartagena, een ploeg uit de Segunda División A. De ploeg kon zich echter niet handhaven, zodat de speler weer moest uitkijken naar een andere ploeg.
Aangezien hij met verschillende slachtoffers van het vermeend seksueel vergrijp een regeling kon treffen, vond hij begin augustus 2012 een nieuwe ploeg. Hij werd voor het seizoen 2012-2013 de vierde versterking van Hércules CF, een ambitieuze ploeg uit de Segunda División A die zijn verloren plaats op het hoogste niveau wilde terug veroveren.  Zowel speler als ploeg kende een moeilijk seizoen.
Om deze redenen en wegens het feit dat hij zich niet kon bevrijden van het imago dat hij had opgedaan tijdens zijn periode in Zaragoza, verhuisde de speler tijdens het seizoen 2013-2014 naar de Malaysia Super League bij Johor Darul Takzim F.C.
Voor het seizoen 2014-2015 keerde hij terug naar zijn vaderland en tekende voor Recreativo Huelva, een ploeg uit de Segunda División A.  Hij zou in vierentwintig wedstrijden niet eenmaal scoren en bovendien kon de ploeg zijn behoud niet bewerkstelligen.  Dit zou ook het einde van zijn loopbaan betekenen.

## Statistieken
| seizoen     | club                  | land              | competitie            | wed. | goals |
| ----------- | --------------------- | ----------------- | --------------------- | ---- | ----- |
| 2004/05     | Atlético Madrid       | Vlag van Spanje   | Primera División      | 10   | 0     |
| 2005/06     | Atlético Madrid       | Vlag van Spanje   | Primera División      | 1    | 0     |
| 2005/06     | RCD Mallorca          | Vlag van Spanje   | Primera División      | 2    | 0     |
| 2006/07     | UD Salamanca          | Vlag van Spanje   | Segunda División A    | 38   | 14    |
| 2007/08     | Getafe CF             | Vlag van Spanje   | Primera División      | 21   | 4     |
| 2008/09     | Real Zaragoza         | Vlag van Spanje   | Segunda División A    | 25   | 3     |
| 2009/10     | Real Zaragoza         | Vlag van Spanje   | Primera División      | 3    | 0     |
| 2009/10     | Recreativo Huelva     | Vlag van Spanje   | Segunda División A    | 20   | 2     |
| 2010/11     | Real Zaragoza         | Vlag van Spanje   | Primera División      | 28   | 3     |
| 2011/1110   | Real Zaragoza         | Vlag van Spanje   | Primera División      | 0    | 0     |
| 201201/1206 | FC Cartagena          | Vlag van Spanje   | Segunda División A    | 18   | 6     |
| 2012/13     | Hércules CF           | Vlag van Spanje   | Segunda División A    | 14   | 5     |
| 2013/14     | Johor Darul Takzim FC | Vlag van Maleisië | Malaysia Super League | ?    | ?     |
| 2014/15     | Recreativo Huelva     | Vlag van Spanje   | Segunda División A    | 24   | 0     |
| Bijgewerkt  | 22-02-2015            |                   |                       | 204  | 37    |